# Парк Джозефа Грімальді
Парк Джозефа Грімальді — це громадський сквер, розташований біля Пентонвілл-роуд у Іслінгтон на півночі Лондона. Колишні поховання англійської каплиці Сент-Джеймса (раніше відомої як могильник Сент-Джеймс) розташовані в межах парку, названого на честь пантоміми клоуна Джозефа Грімальді, який тут похований.
Після реконструкції в 2010 році, парк включає музичні роботи, присвячені Грімальді та його роботодавцю в Садлерс Уеллс, Чарльз Дібдін.

## Історія
Колишній могильник датується 18 ст. власна каплиця в маєтку Пентонвілл була побудована в 1787 році, а чотири роки тому стала каплиця легкості для парафіяльної церкви Клеркенвелл. Сент-Джеймс отримав власну парафію в 1854 році. Наприкінці 19 століття територія була перетворена на сквер, а потім розширена.
До 20 століття будівля церкви стала зайвою і була знесена в 1980-х, щоб звільнити місце для офісної будівлі – спочатку відомої як будинок Джозефа Грімальді, а тепер перейменовано..

## Розміщення та примітні особливості

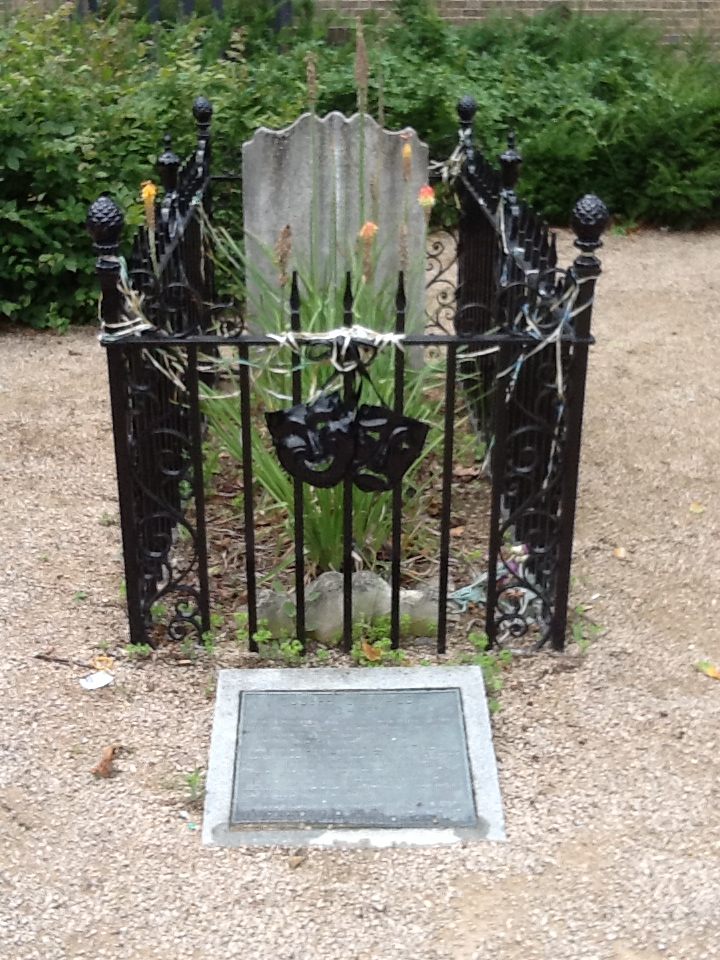
Могила Джозефа Грімальді

Парк простягається до 0,5 гектарів і включає в себе майданчик для гри з асфальтом, дитячий ігровий майданчик і кущі. Відомі дерева включають екземпляри лайм, лондонський літак і кінський каштан.
Могила Джозефа Грімальді огороджена перилами і стоїть у південно-східному кутку, недалеко від входу на вулицю Родні. Інші визначні поховання на цьому місці включають Генрі Пентон, відповідальний за багато ранніх подій у цьому районі, включаючи будівлю церкви, яка колись стояла на цьому місці. Деякі надгробки, що залишилися, складені біля північної межі.
Дерево та меморіальна дошка в пам'ять про колишнього заступника мера Іслінгтона Пола Метьюза, який виступав за відновлення могили Грімальді, також розміщені в парку.

## Ремонт
Парк був відремонтований у 2010 році з ландшафтним дизайном Лац + партнер, який призначив Генрі Крокацису створити публічний твір на честь Грімальді та англійського драматурга Чарльза Дібдіна. Подвійна скринька-фігурні інсталяції з бронзової плитки для підлоги призначені для того, щоб по них можна було ходити та реагувати на тиск кроків, відтворюючи музичні ноти. Плитки налаштовані так, щоб можна було грати «Hot Codlins», пісню, яку популяризував Грімальді.

## Зовнішні джерела
- An invitation to dance on the grave of Joseph Grimaldi, article and short film clip з блогу Творчий огляд